# Deportes ecuestres en los Juegos Olímpicos de Barcelona 1992
Los deportes ecuestres en los Juegos Olímpicos de Barcelona 1992 se realizaron en el Real Club de Polo (doma y salto) y el Club Hípico El Montanyà de Barcelona del 27 de julio al 9 de agosto de 1992.
En total se disputaron en este deporte seis pruebas diferentes en las disciplinas de doma, salto de obstáculos y concurso completo, en las categorías individual y por equipos. El programa de competiciones se mantuvo como en la edición pasada.

## Medallistas
| Evento                                          | Oro | Plata | Bronce |
| ----------------------------------------------- | --- | --- | --- |
| Doma individual (2-5 de agosto)                 | Nicole Uphoff · (Rembrandt) · Alemania · 79,31 pts.                                                                                         | Isabell Werth · (Gigolo) · Alemania · 75,65 pts.                                                                                                  | Klaus Balkenhol · (Goldstern) · Alemania · 73,90 pts.                                                                                                |
| Doma por equipos (2-3 de agosto)                | Klaus Balkenhol · (Goldstern) · Nicole Uphoff · (Rembrandt) · Monica Theodorescu · (Grunox) · Isabell Werth · (Gigolo) · Alemania · 5224    | Tineke Bartels · (Courage) · Anky van Grunsven · (Bonfire) · Ellen Bontje · (Larius) · Annemarie Sanders · (Montreux) · Países Bajos · 4742       | Robert Dover · (Lectron) · Carol Lavell · (Gifted) · Charlotte Bredahl · (Monsieur) · Michael Poulin · (Graf George) · Estados Unidos · 4643         |
| Salto de obstáculos individual (4-9 de agosto)  | Ludger Beerbaum · (Classic Touch) · Alemania · 0,00                                                                                         | Piet Raijmakers · (Ratina Z) · Países Bajos · 0,25                                                                                                | Norman Dello Joio · (Irish) · Estados Unidos · 4,75                                                                                                  |
| Salto de obstáculos por equipos (4-5 de agosto) | Piet Raijmakers · (Ratina Z) · Bert Romp · (Waldo E) · Jan Tops · (Top Gun) · Jos Lansink · (Egano) · Países Bajos · 12,00                  | Boris Boor · (Love Me Tender) · Jörg Münzner · (Graf Grande) · Hugo Simon · (Apricot D) · Thomas Frühmann · (Genius) · Austria · 16,75            | Hervé Godignon · (Quidam de Revel) · Hubert Bourdy · (Razzia du Poncel) · Michel Robert · (Nonix) · Éric Navet · (Quito de Baussy) · Francia · 24,75 |
| Concurso completo individual (27-30 de julio)   | Matthew Ryan · (Kibah Tic Toc) · Australia · 70,00                                                                                          | Herbert Blöcker · (Feine Dame) · Alemania · 81,30                                                                                                 | Blyth Tait · (Messiah) · Nueva Zelanda · 87,60 |
| Concurso completo por equipos (27-30 de julio)  | David Green · (Duncan II) · Gillian Rolton · (Peppermint Grove) · Andrew Hoy · (Kiwi) · Matthew Ryan · (Kibah Tic Toc) · Australia · 288,60 | Blyth Tait · (Messiah) · Andrew Nicholson · (Spinning Rhombus) · Mark Todd · (Welton Greylag) · Victoria Latta · (Chief) · Nueva Zelanda · 290,80 | Herbert Blöcker · (Feine Dame) · Ralf Ehrenbrink · (Kildare) · Matthias Baumann · (Alabaster) · Cord Mysegages · (Ricardo) · Alemania · 300,30       |

## Medallero
| Núm. | País           | Oro | Plata | Bronce | Total |
| ---- | -------------- | --- | ----- | ------ | ----- |
| 1    | Alemania       | 3   | 2     | 2      | 7     |
| 2    | Australia      | 2   | 0     | 0      | 2     |
| 3    | Países Bajos   | 1   | 2     | 0      | 3     |
| 4    | Nueva Zelanda  | 0   | 1     | 1      | 2     |
| 5    | Austria        | 0   | 1     | 0      | 1     |
| 6    | Estados Unidos | 0   | 0     | 2      | 2     |
| 7    | Francia        | 0   | 0     | 1      | 1     |
|      | TOTAL          | 6   | 6     | 6      | 18    |